# Bruno Cortez
Bruno Cortez (* 11. März 1987 in Rio de Janeiro) ist ein brasilianischer Fußballspieler.

## Karriere

### Verein
Cortez begann seine Karriere bei Arturzinho. Danach spielte er bei Botafogo FR (2011), FC São Paulo (2012–2013), Benfica Lissabon (2013), Criciúma EC (2014) und Albirex Niigata (2015–2016). 2017 folgte dann der Wechsel zu Grêmio Porto Alegre.

### Nationalmannschaft
Im Jahr 2011 debütierte Cortez für die brasilianische Fußballnationalmannschaft.

## Erfolge
- Staatsmeisterschaft von Rio Grande do Sul: 2019